# Schlacht von Uji (1180)
Die Erste Schlacht von Uji ist die erste von drei Schlachten von Uji und gilt als Beginn des Gempei-Krieges. 
1180 wurde Prinz Mochihito, der von den Minamoto für die Nachfolge auf den Kaiserlichen Hof favorisiert wurde, von Kräften der Taira bis zum Tempel Mii-dera vor Kyōto verfolgt. 
Wegen der Einmischung eines Mönches des Klosters, der mit den Taira sympathisierte, kam die Armee der Minamoto zu spät, um bei der Verteidigung des Tempels zu helfen.
Minamoto no Yorimasa führte Mochihito zusammen mit Kräften der Minamoto und eine Anzahl Kriegermönche aus Miidera, südlich Richtung Nara.
Sie überquerten den Fluss Uji vor dem Byōdō-in-Tempel und rissen den Plankenbelag der Brücke heraus, um die Taira aufzuhalten. Den Taira gelang es trotzdem, den Fluss zu überqueren, und sie rückten gegen die Minamoto vor.
Yorimasa versuchte, dem Prinzen die Flucht zu ermöglichen, wurde aber von einem Pfeil getroffen. Er beging in der Phoenixhalle des Byōdō-in Seppuku (Selbstmord). Dies war der erste aufgezeichnete Fall eines Suizids eines Samurai im Angesicht der Niederlage. Dem Prinzen gelang die Flucht zunächst, kurze Zeit später jedoch wurde er von den Taira gefangen und getötet. 